# 全军乡
全军乡，是中华人民共和国安徽省六安市金寨县下辖的一个乡镇级行政单位。

## 行政区划
全军乡下辖以下地区：
沙河店村、何家湾村、熊家河村、全军村、梁山村和前龙村。